# 林門入斎
林 門入斎（はやし もんにゅうさい、天正11年（1583年） - 寛文7年7月28日（1667年9月16日））は、江戸時代の囲碁棋士で、家元林家の一世林門入、準名人。元の姓は松屋、幼名は門三郎。
伊賀国で鉄砲鍛冶松屋彌左衛門の子として生れ、泉州堺にいた頃に、同じ堺にいた利玄に碁を学ぶ。天正18年（1590年）に父とともに徳川家康の関東御入国に付いて江戸に移る。浜松城に呼ばれて碁を打ったところ実力を認められ、剃髪して在京の坊主仲間として取り立てられて、本多佐渡守より林姓を与えられて門入を名乗る。その後本因坊算砂に付いて上手並となった（林家文書）。慶長15年（1610年）には、駿府で本因坊算砂と利玄、中村道碩と門入（勝）の対局があった（「当代記」）。寛文5年（1665年）には、息子の三入（後に算碩に改名）が安井算知らとともに鹿苑寺住職鳳林承章を訪ね、また承章や算知らとともに算碩を伴い大徳寺芳春院に同席するなど、安井家とも親交が深かったと見られている（「隔蓂記」）。
老後退隠して門入斎を名乗る。寛文7年（1667年）には、安井算知、本因坊道悦、伊藤宗看、大橋宗与などの囲碁、将棋の家元となっていた各家とともに、幕府から屋敷の拝領を受けた。門入斎はこの年に死去、浅草誓願寺快楽院に葬られた。縞の衣服を好んだため、家康にはしま坊と呼ばれたと伝えられている。
寛文9年（1669年）に安井算知が、弟子の一人に門入斎の俸禄を継がせて二世林門入とし、林家は囲碁の家元の一つとなった。
本因坊元丈「古碁枢機」において林朴入の碁とされている局は、隠居後に朴入を名乗った門入斎と考えられている。

## 注
1. ↑  元は鉄砲方御用の細工人で鉄砲町草分名主の胝惣（あかがり）八郎の子とされたが、彌左衛門の姉が八郎の妻で同居していたためと林家文書にはある（『坐隠談叢』）